# Sprzeczność (kwadrat logiczny)
Sprzeczność – jedna z relacji logicznych kwadratu logicznego, jakie zachodzą między zdaniami. Zdania są sprzeczne, jeśli jedno jest bezpośrednią negacją drugiego. Z dwóch zdań sprzecznych jedno musi być prawdziwe, a drugie fałszywe. Odróżnia to sprzeczność od innej wartości logicznej - przeciwstawności.
Np.: Dzisiaj jest 12 listopada i Dzisiaj nie jest 12 listopada.
Tymczasem zdania przeciwstawne nie są swoją prostą negacją, choć czasami pozornie na taką wyglądają i dlatego mogą być oba jednocześnie fałszywe, ale nie mogą być jednocześnie prawdziwe.
Np.: Każdy człowiek jest mężczyzną i Żaden człowiek nie jest mężczyzną. Oba te zdania są fałszywe.